# The Rookie (TV-serie)
The Rookie är en amerikansk kriminal- och dramaserie vars första säsong hade premiär den 16 oktober 2018. Första säsongen bestod av 20 avsnitt. Sedan dess premiär har The Rookie sänts i ytterligare sex säsonger. Serien är skapad av Alexi Hawley som även skrivit seriens manus.

## Handling
Serien utspelar sig i Los Angeles och kretsar kring John Nolan (Nathan Fillion) som bestämmer för att söka in hos L.A.P.D. Som äldsta nykomling möts han med skepsis.

## Rollista i urval
- Nathan Fillion - John Nolan
- Pete Davidson - Pete Nolan
- Alyssa Diaz - Angela Lopez
- Richard T. Jones - Wade Grey
- Titus Makin Jr. - Jackson West
- Mercedes Mason - Zoe Andersen
- Melissa O'Neil - Lucy Chen
- Afton Williamson - Talia Bishop
- Eric Winter - Tim Bradford
- Mekia Cox - Nyla Harper
- Shawn Ashmore - Wesley Evers
- Jenna Dewan - Bailey Nune
- Tru Valentino - Aaron Thorsen
- Mircea Monroe - Isabel Bradford
- Sara Rue - Nell Forester
- Currie Graham - Ben McRee
- Demetrius Grosse - Kevin Wolfe
- David DeSantos - Elijah Vestri
- Zayne Emory - Henry Nolan
- Michael Beach - Percy West
- Brent Huff - Quigley Smitty
- Kanoa Goo - Chris Sanford
- Angel Parker - Luna Grey
- Sarah Shahi - Jessica Russo
- Matthew Glave - Oscar Hutchinson
- Harold Perrineau - Nick Armstrong
- Daniel Lissing - Sterling Freeman
- Ali Larter - Grace Sawyer
- Enver Gjokaj - Donovan Town
- Annie Wersching - Rosalind Dyer
- Hrach Titizian - Ruben Derian
- Brandon Routh - Doug Stanton
- Lisseth Chavez - Celina Juarez